# Esclavage et capitalisme
Les relations entre esclavage et capitalisme sont débattues par les historiens et économistes de par le monde, certains estimant qu'il s'agit de deux systèmes concurrents, le second ayant historiquement supplanté le premier, d'autres considérant au contraire que l'esclavage et la traite négrière sont des manifestations essentielles, parce que pionnières, du monde capitaliste naissant. Dans le journal l'Humanité, Catherine Coquery-Vidrovich, historienne, soutient que l'esclavage profita au capitalisme, ainsi que son interdiction : les indemnités versées aux anciens esclavagistes leur permirent de réinvestir dans la finance ou l'industrie. 